# (7328) Casanova
(7328) Casanova est un astéroïde de la ceinture principale.

## Description
(7328) Casanova est un astéroïde de la ceinture principale. Il fut découvert par Antonín Mrkos le 20 septembre 1984 à l'observatoire Klet'. Il présente une orbite caractérisée par un demi-grand axe de 2,569 UA, une excentricité de 0,186 et une inclinaison de 13,679° par rapport à l'écliptique.
Il fut nommé en hommage à Giacomo Casanova (1725-1798), écrivain, espion, diplomate vénitien, et surtout prince des séducteurs italiens.

## Compléments